# Acraea rubristriatus
Acraea rubristriatus är en fjärilsart som beskrevs av Stoneham 1937. Acraea rubristriatus ingår i släktet Acraea och familjen praktfjärilar. Inga underarter finns listade i Catalogue of Life.